# Canon de 88 mm
 (juillet 2025).
Si vous disposez d'ouvrages ou d'articles de référence ou si vous connaissez des sites web de qualité traitant du thème abordé ici, merci de compléter l'article en donnant les références utiles à sa vérifiabilité et en les liant à la section « Notes et références ».
Ne doit pas être confondu avec Canon de 8,8 cm SK C/35 ou canon de 8,8 cm SK L/30.
Pour les articles homonymes, voir Flak 18, Flak 36 et Flak 37.
Un canon de 88 mm peut être deux pièces d'artillerie terrestre allemande de la Seconde Guerre mondiale qui ont marqué les esprits, en particulier chez les tankistes. Elles équipèrent toutes deux des blindés allemands dans la deuxième moitié de la guerre, dont le Tigre.
La première, le Flak 18 et ses variantes, est une pièce à vocation antiaérienne d'une grande polyvalence : en effet, ce canon s'avère efficace dans l'utilisation antichar. Produite en grand nombre, c'est cette pièce qui sera à l'origine de la réputation du « 88 ».
La seconde, le Pak 43/1 et ses variantes (dont la version KwK43, dédiée au montage sur véhicule et qui équipa les puissants Tigre II), apparaît en 1943 et est une pièce à vocation antichar, où elle est encore plus performante, mais n'est pas conçue pour tirer sur des avions. De fait, moins polyvalente et arrivée plus tard, elle fut bien moins produite que les pièces 8,8 cm Flak.
Ces deux pièces se sont fait remarquer par leur puissance de feu, leur cadence de tir élevée, la grande capacité de pénétration de leurs obus, ces qualités étant soulignées par leur précision remarquable pour l'époque.
Elles sont si performantes dans leur utilisation terrestre qu'elles sont souvent confondues et nommées communément « 88 » par leurs adversaires, alors que les Allemands les appelaient plutôt « acht acht » (huit-huit).
Un autre canon de 88 mm, le canon de marine de 88 mm, était utilisé sur certains U-boote. Ses munitions étaient différentes de celles des pièces de 88 mm terrestres décrites ci-dessus.

## Développement

### Versions antiaériennes Flak 18/36/37/41 8,8 cm
L'efficacité grandissante de l'aviation à la fin de la Première Guerre mondiale crée la demande pour une artillerie capable de la contrer. À la suite de plusieurs bricolages plus ou moins réussis (voir l'utilisation de canons comme le 75 mle 1897 français), l'état-major allemand lance un projet étudié par Krupp AG qui s'associe au suédois Bofors d'abord sur la base du canon de campagne de 77 mm autrichien mais sans grand succès.
Parallèlement, à partir de 1915, les canons de 9 cm de la Marine sont adaptés à un usage terrestre sur affût fixe. En 1917, une adaptation sur un affût à roues lui permet de gagner en mobilité. Sur son modèle, seront développés tous les modèles ultérieurs.
Un prototype du Flak 18 est fabriqué en 1928, mais la production débute seulement en 1933 sous l’appellation 8,8 cm Flak 18 L56, ce dernier chiffre définissant la longueur du tube (soit 56 fois le calibre). Il est utilisé pendant la guerre d'Espagne. Apparaît en 1936 le Flak 36 qui intègre diverses améliorations : il est équipé d'un nouveau châssis qui permet une mise en batterie plus rapide, mais se voit alourdi par cette modification ; un bouclier est installé pour protéger les servants, puisque l'utilisation de cette pièce se fait désormais également en combat terrestre. Le Flak 37 apporte des améliorations concernant la conduite du tir.
Les obus tirés par les Flak 18/36/37 pouvaient atteindre des cibles à 8-9 km d'altitude, ce qui parut  insuffisant aux Allemands dès 1939. Pour accroître la portée avec le même calibre, il faut accroître la vitesse initiale, et Rheinmetall présente en 1941 la variante Flak 41, dont le tube mesure 71 calibres et permet d'atteindre désormais un plafond de plus de 11 km. Plus complexe et coûteux, il tire néanmoins à une cadence plus élevée, 20 à 25 coups par minute contre 15 à 20 auparavant. Cette arme aura cependant la facheuse habitude de facilement s'enrayer faute d'un entretien extrêmement méticuleux, et sera donc principalement utilisée en position statique à l'intérieur des frontières du Reich.
- 88mm FlaK 18, 36, 37 L/56 (88x571R)
  - Portée : 15 km en tir tendu, 8–9 km en altitude
  - Poids : 7,2 T avec le train, 5 T en position statique
  - Poids de l'obus : 9,4 kilogrammes
  - Vitesse initiale : 820 m/s
  - Cadence de tir : 15 à 20 coups par minute
  - Servants / Hommes : 11

- 88mm Flak 41 (88x855R)
  - Poids de l'obus : 9,4 kilogrammes
  - Vitesse initiale : 1 000 m/s

### Versions antichars KwK 36, Pak et KwK 43 8,8 cm
- 88mm KwK 36 L/56  (88x571R)

Canon antichar dérivé du Flak 36 équipant les Tigre I
En 1943, les usines Krupp présentent des versions dérivées du Flak 41, le Pak 43 et le KwK 43 embarquée sur des véhicules (KampfwagenKanone), qui sont de purs canons antichar.
- 88mm PaK 43 et KwK 43 L/71 ((88x822R)
  - Poids de l'obus : 10,4 kilogrammes
  - Vitesse initiale : 1 100 m/s

## Emplois
L'utilisation principale des Flak de 8,8 cm est liée à la lutte anti-aérienne (Flak en allemand). Toutefois, les optiques polyvalentes, la puissance de feu et de pénétration de ses obus font de ce canon une arme adaptée à l'appui terrestre, en particulier contre les chars. Après divers essais plus ou moins officiels, le Flak 18/36 sous sa variante KwK 36 8,8 cm est embarqué sur un char, le Panzerkampfwagen VI Tiger, lequel va pouvoir exploiter pleinement les capacités de cette pièce.

### Les Flak 18, 36, 37 et 41 en artillerie anti-aérienne
Les Flak 18 et 36 sont en dotation dans les formations Flak de la Luftwaffe, pour la défense du Reich, et dans les unités antiaériennes lourdes des divisions de la Wehrmacht.
Cette pièce lourde était conçue pour tirer des obus à haute altitude et était, dans ce rôle, équivalente aux matériels correspondants des armées alliées auxquels elle était supérieure, au début de la guerre, en précision. Mais elle était, comme eux, incapable de tirer sur des avions volant à très basse altitude car, trop lourde, sa vitesse de pointage était insuffisante pour les suivre dans le ciel. Ce rôle était donc dévolu à des pièces plus légères (Flak 38 2 cm par exemple).

## Opérations

### Guerre d'Espagne
Des Flak 18 y sont envoyés en même temps que diverses unités allemandes. Ils connaissent leur première utilisation antichar en arrêtant une offensive menée par des T-26 Soviétiques, ce que n'avaient su faire les Panzer I qui étaient présents.

### Bataille de France
Lors de l'annexion de la région des Sudètes, les Allemands mettent la main sur les fortifications tchécoslovaques. Ils vont en étudier les faiblesses et découvrir l'efficacité du canon de 88 mm qui, grâce à la grande vitesse de son projectile, est capable de percer une cloche blindée à une distance inférieure à 900 m. La tactique adoptée pour l'attaque des petits ouvrages de la Ligne Maginot sera donc fondée sur l'utilisation de ce canon : après contournement, l'assaillant matraquait le béton des façades jusqu'à ce que les canons antichar montés en créneau soient rendus inopérants. Puis les canons s'approchaient à quelques centaines de mètres des blocs pour neutraliser leur cloches. La fumée due à l'explosion des obus fut également mortelle lors de l'attaque de l'ouvrage de La Ferté. L'utilisation du canon de 88 mm n'a été cependant efficace que sur les petits ouvrages isolés et non protégés par l'artillerie. Ailleurs, la présence d'artillerie ou de mortiers anéantit toute tentative d'attaque (attaque de l’ouvrage de l'Einseling en 1940).

### Guerre du désert
Une des ruses tactiques d'Erwin Rommel, surnommé le renard du désert, fut d'employer le canon de 88 mm lors des premiers échanges de la guerre du désert. Il utilisait ses chars légers comme rabatteurs afin d'amener les tanks moyens Matilda Mark II de la VIIIe Armée, si problématiques avec leurs panneaux de blindage latéral renforcé, à portée des canons anti-aériens employés en tir horizontal (tendu), qui s'avérait très efficace pour les détruire tout en restant hors de portée du fait de leur portée supérieure.

### Sur lefront de l'Est
Les chars soviétiques avancent jusqu’à être stoppés par une défense équipée d’armes à longue portée, comme les canons de 88, qui ouvrent le feu avec précision, alors qu’ils sont hors d’atteinte des armes embarquées adverses. Mais cette supériorité est de courte durée, car l’Armée Rouge est toujours accompagnée d’une artillerie de bombardement puissante. Les servants allemands doivent donc décrocher rapidement sous peine d’être écrasés. Ce concept est alors bien plus accessible à un chasseur de chars, qui dispose d’une mobilité supérieure et d'un armement puissant, en particulier le Jagdpanzer V.

### Sur lefront de l'Ouest
Le canon de 88 dans sa version PAK est cité par de nombreux auteurs ayant relaté les combats depuis le débarquement jusqu'aux combats de la poche de Falaise puis jusqu'aux approches de Paris. Ce canon intervient souvent en embuscade, bien camouflé. Selon Antony Beevor : « Les Alliés étaient à l'époque si obnubilés par les Tiger et les Panther que l'on oublierait presque qu'ils ont perdu beaucoup plus de Sherman et de Cromwell sous les tirs des canons antichars et des chasseurs de chars Jagdpanther ».

## Illustrations

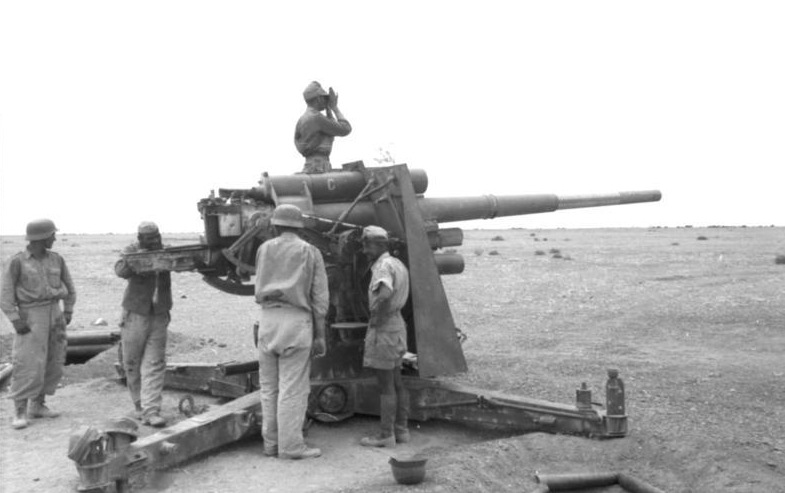
Usage anti-char en Afrique
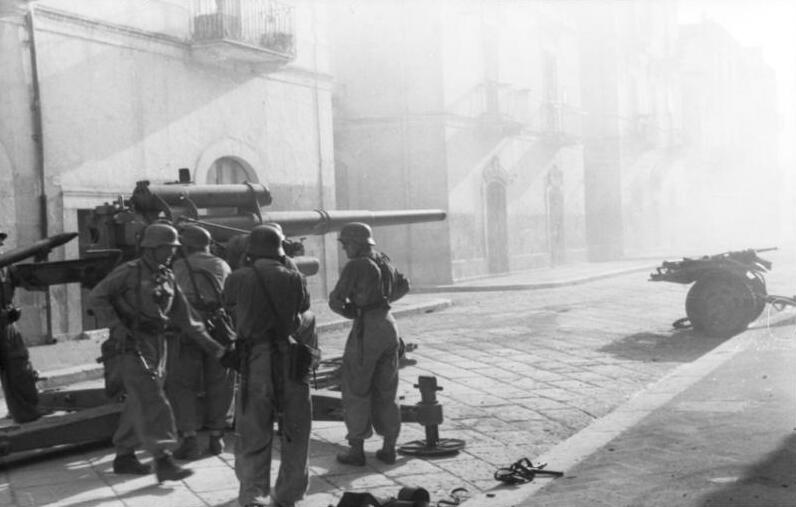
Combat urbain en Italie
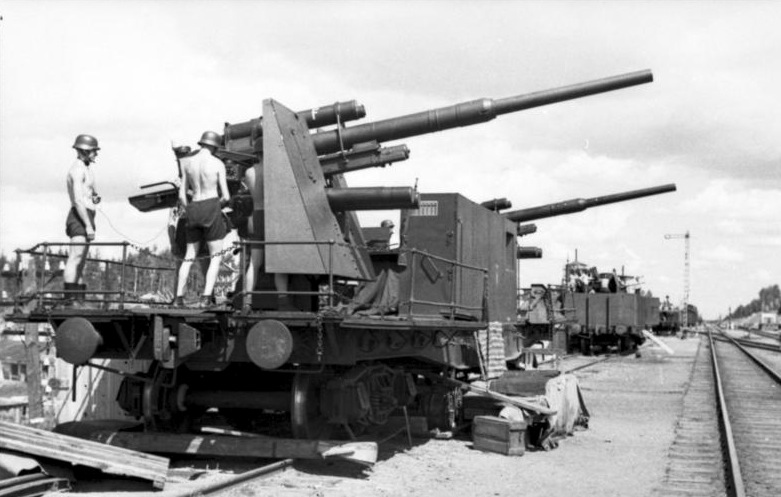
Protection aérienne des trains
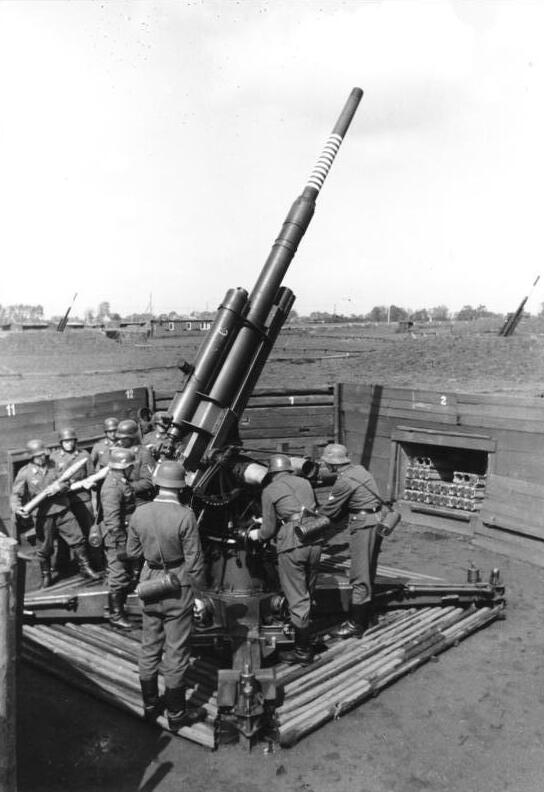
En silo anti-aérien en Allemagne
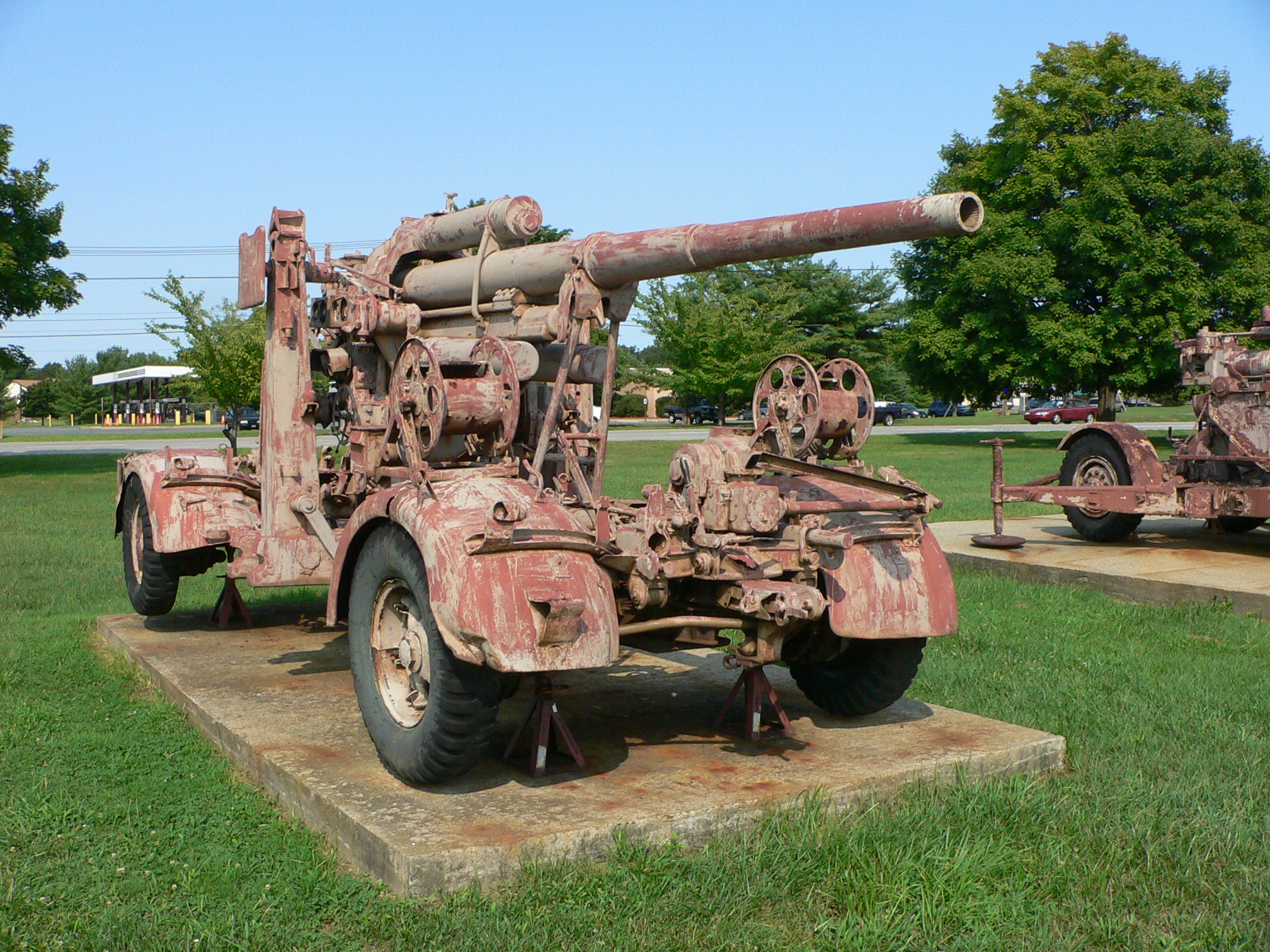
Sur sa remorque
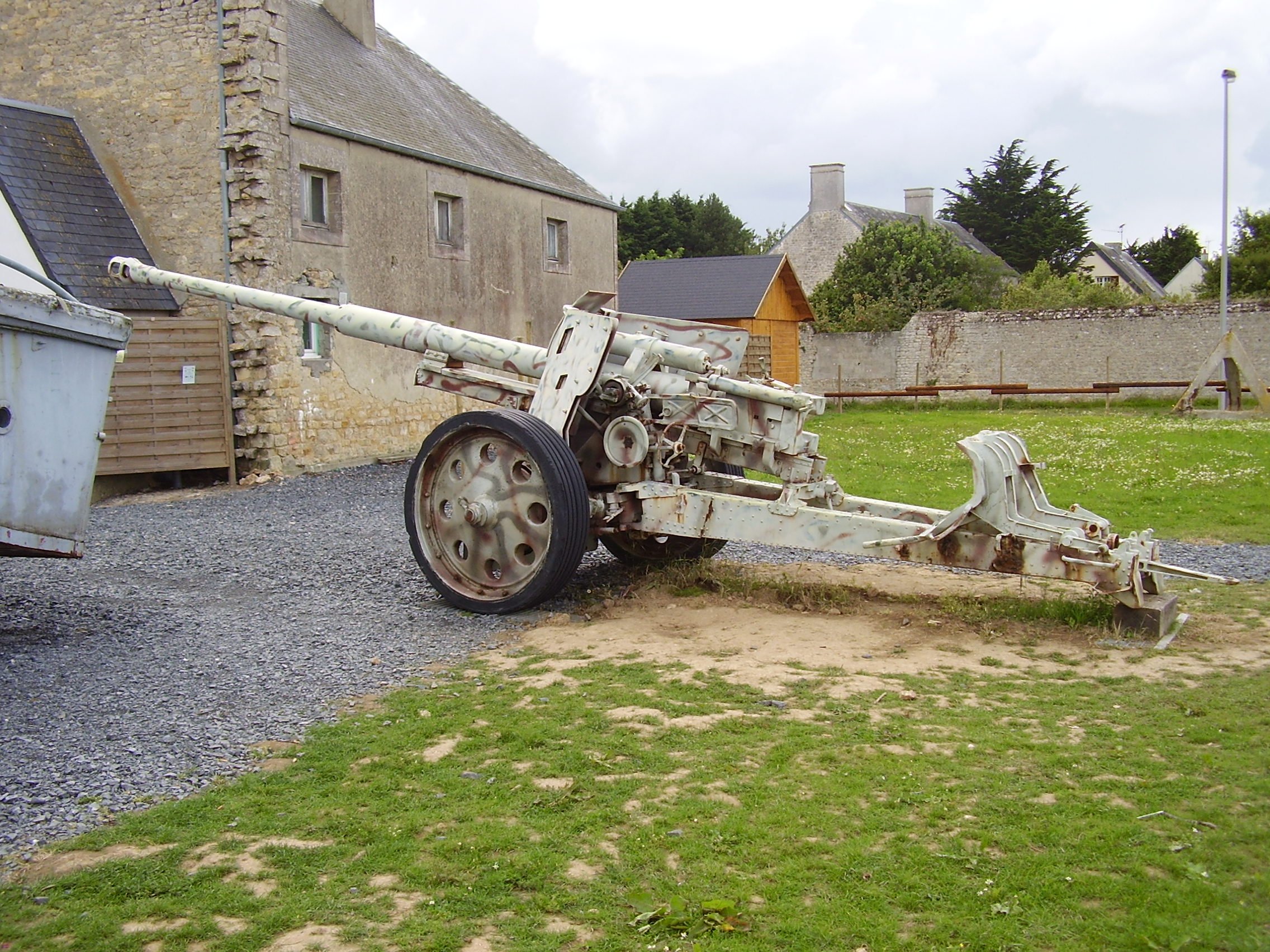
Le 88 mm PAK 43
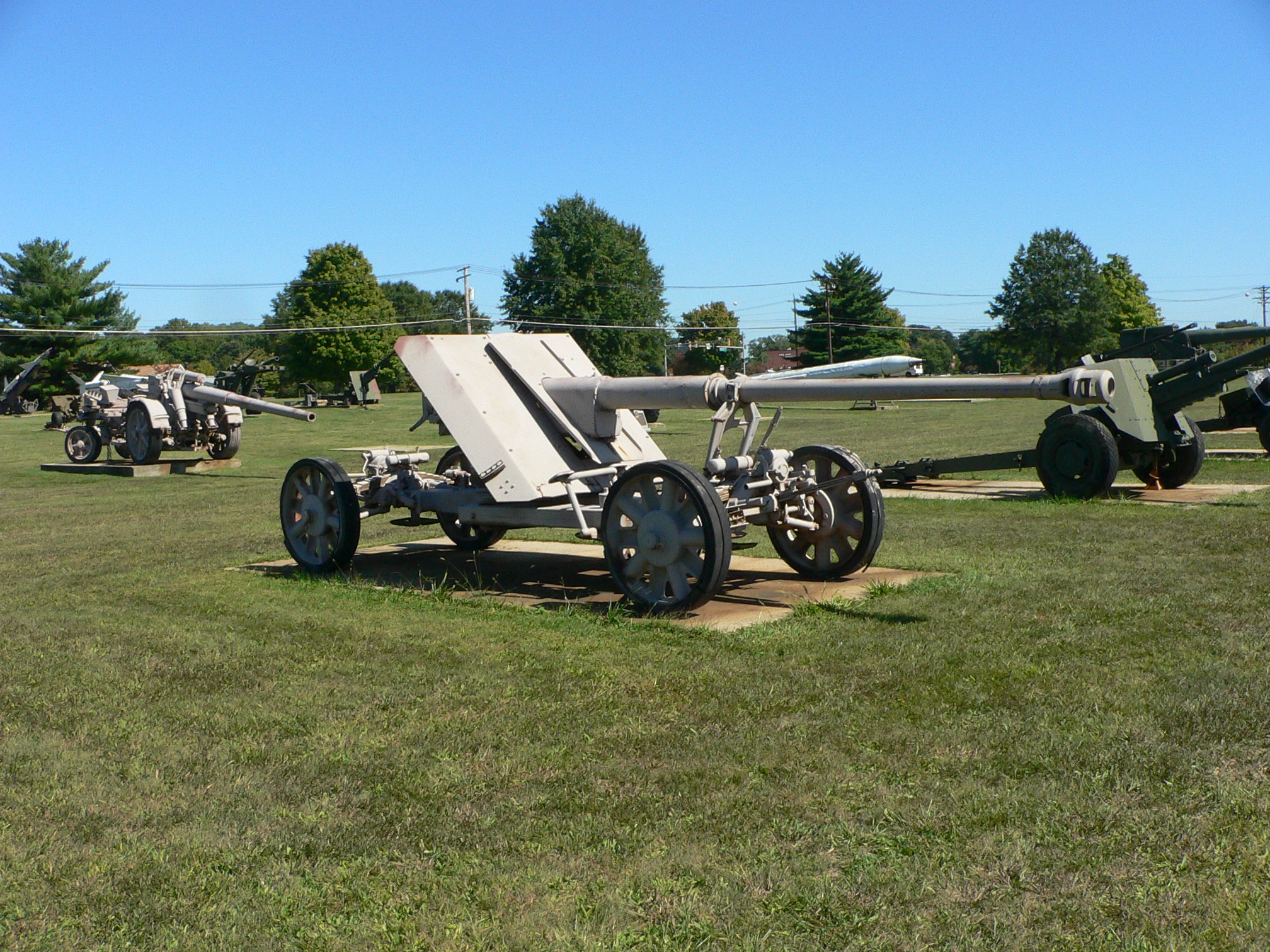
Seconde version du PAK 43
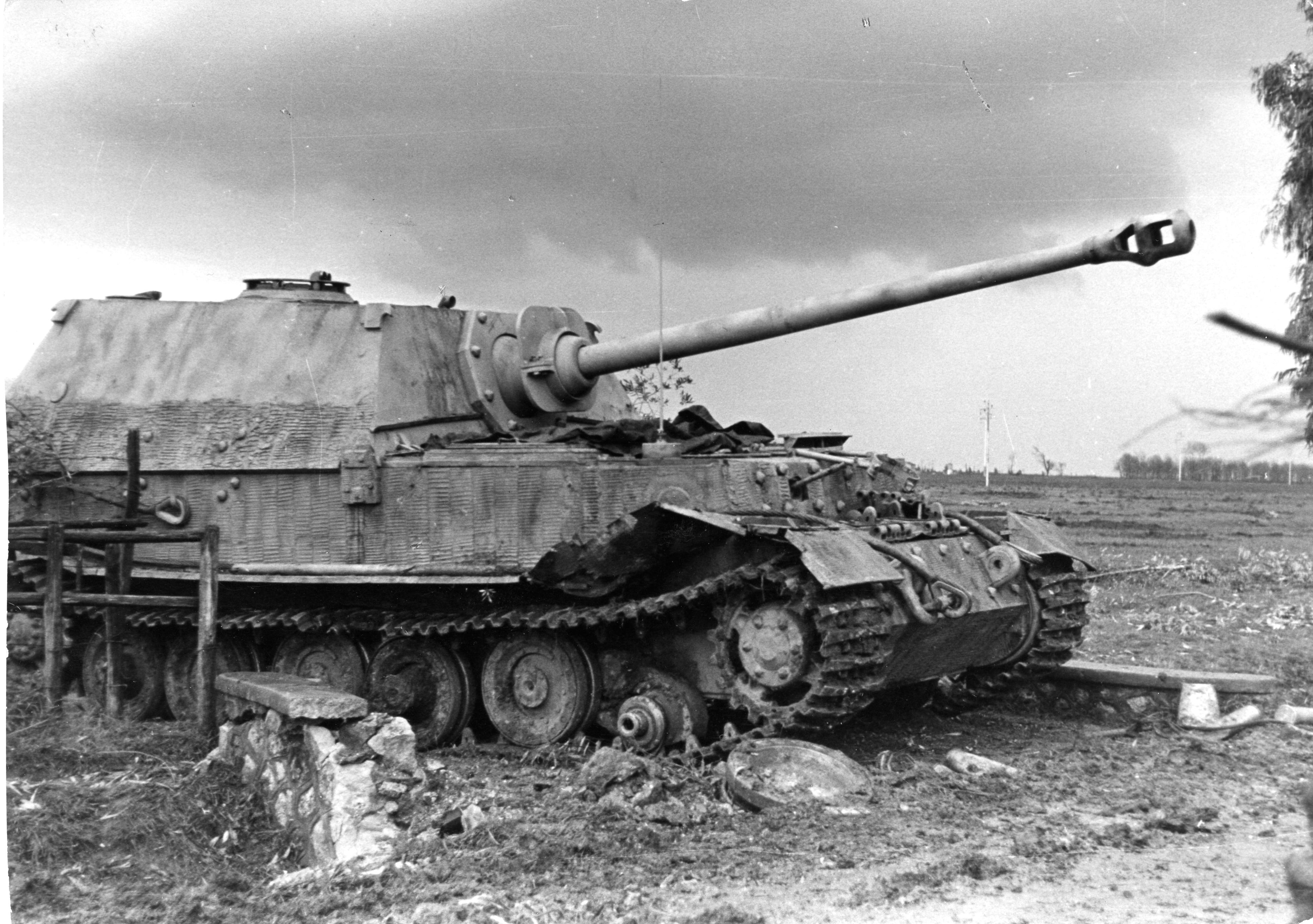
Sur un chasseur de chars Elefant
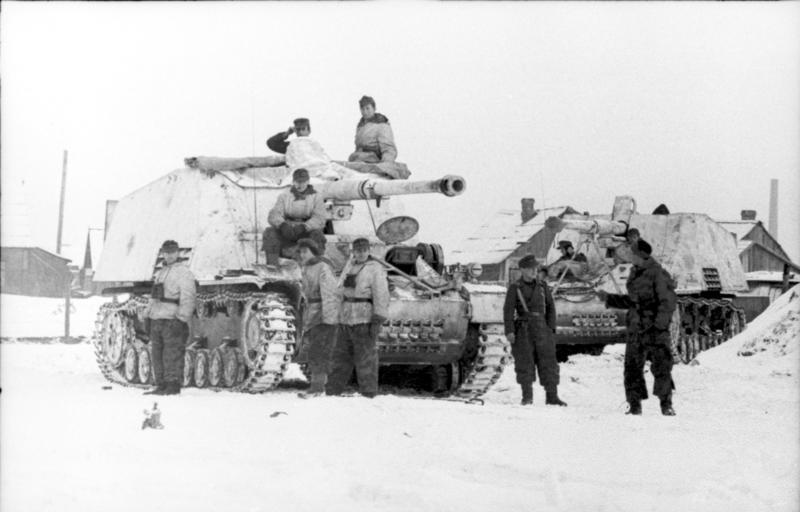
Sur un chasseur de chars Nashorn
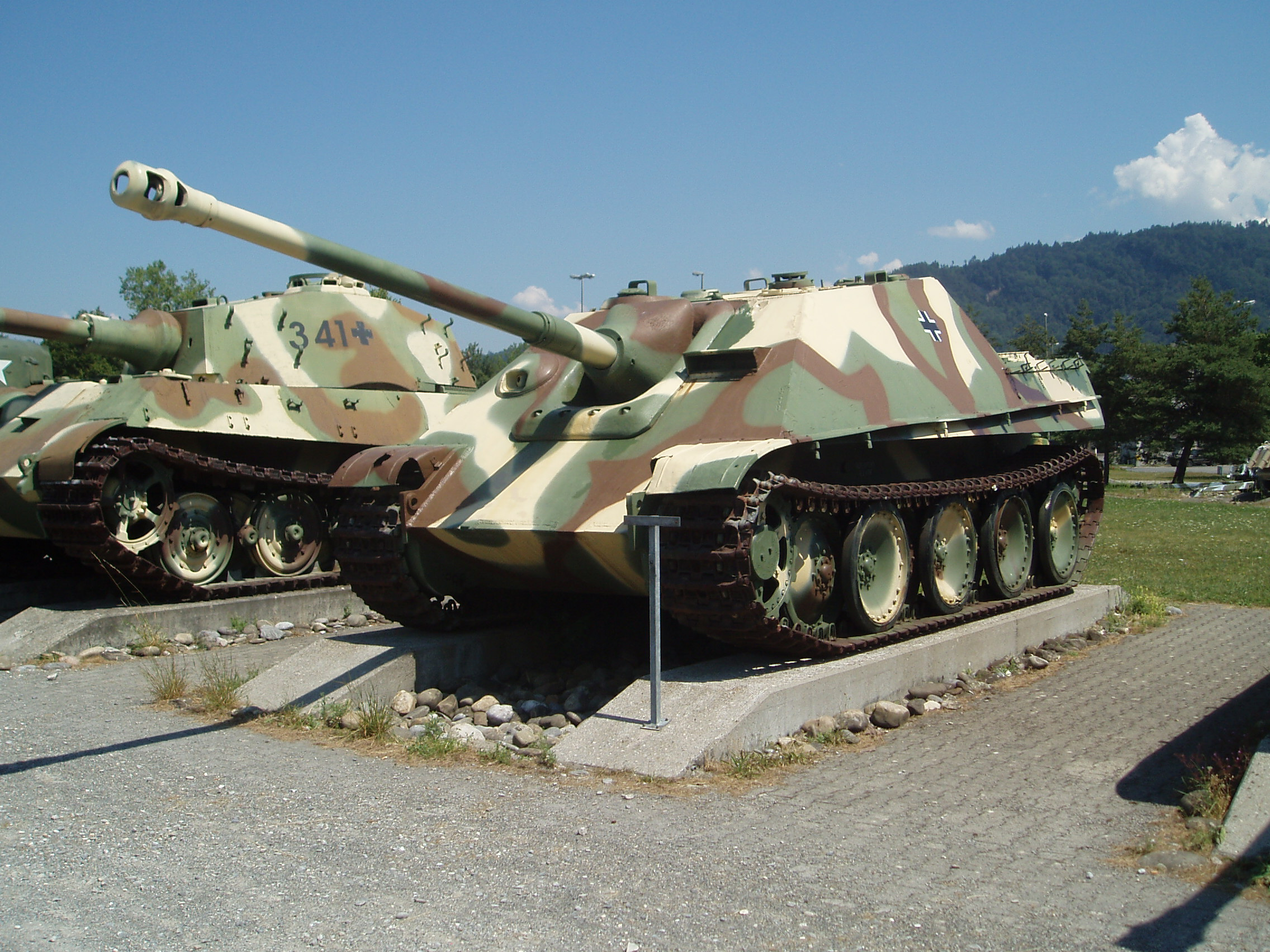
Sur un chasseur de chars Jagdpanther
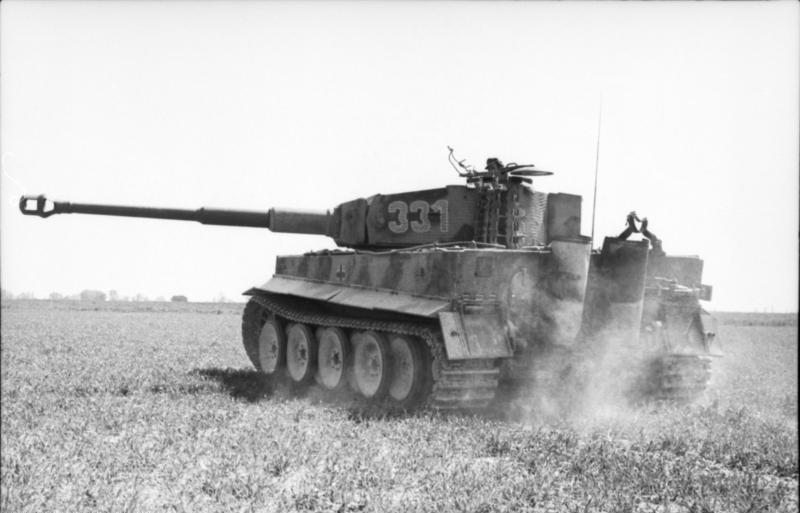
Sur le Tigre I
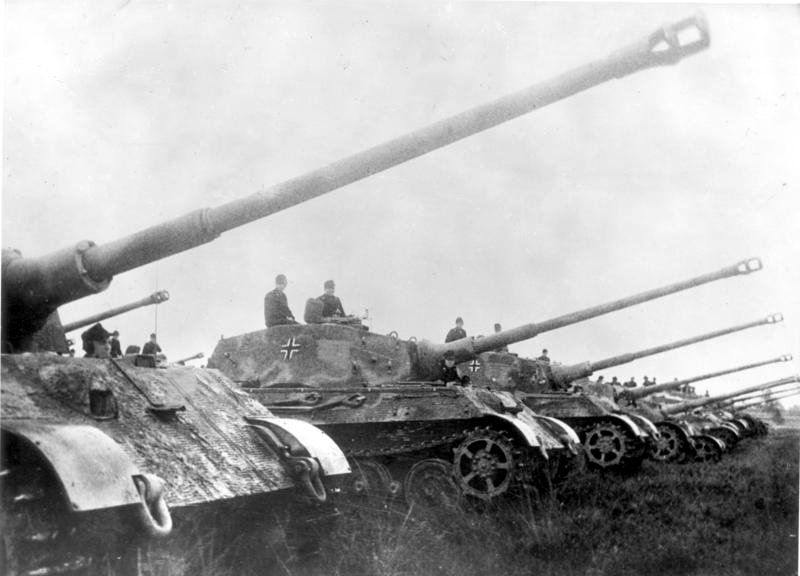
Sur le Tigre II